# Алваладе (станція метро)
38°45′13″ пн. ш. 9°8′39″ зх. д. / 38.75361° пн. ш. 9.14417° зх. д.
Алвал́аде (порт. Alvalade) — станція Лісабонського метрополітену. Знаходиться у північній частині міста Лісабона, в Португалії. Розташована на Зеленій лінії (або Каравели), між станціями «Рома» і «Кампу-Гранде». Станція берегового типу, мілкого закладення. Особливістю станції є те, що вона має три посадкових платформи і три залізничних колії (для пасажирського руху використовується лише дві перших). Введена в експлуатацію 18 червня 1972 року в рамках пролонгації теперішньої Зеленої лінії метрополітену у північному напрямку. Розташована в першій зоні, вартість проїзду в межах якої становить 0,75 євро. З моменту свого відкриття і до 1993 року була кінцевою станцією теперішньої Зеленої лінії.
Назва станції походить від прізвища засновника одного з найвідоміших португальських футбольних клубів «Спортінга», — Жозе Алваладе. Неподалік від станції знаходиться відомий футбольний стадіон «Алваладе XXI», на якому свої домашні зустрічі проводить ця лісабонська команда.

## Опис
За декорацією станція є однією з найсучасніших у Лісабонському метро, оскільки у 2007 році була повністю реконструйована. Архітектор оригінального проекту — Dinis Gomes, художні роботи виконала — Maria Keil (першопочатковий вигляд станції). У 2007 році станція зазнала повної реконструкції — в рамках архітектурного проекту Sanchez Jorge було подовжено платформи станції, які змогли приймати по 6 вагонів у кожному напрямку, а також побудовано додатковий вестибюль у північній частині. Автором художніх робіт під час реконструкції стала Bela Silva. Станція має два вестибюлі підземного типу (у південній та північній частинах), що мають шість виходів на поверхню. Як і інші сучасні станції міста, має ліфти для людей з фізичним обмеженням. На станції заставлено тактильне покриття. 

## Режим роботи[5]
Відправлення першого поїзду відбувається з кінцевих станцій лінії:
- ст. «Кайш-ду-Содре» — 06:30
- ст. «Тельєйраш» — 06:30

Відправлення останнього поїзду відбувається з кінцевих станцій лінії:
- ст. «Кайш-ду-Содре» — 01:00
- ст. «Тельєйраш» — 01:00

## Галерея зображень

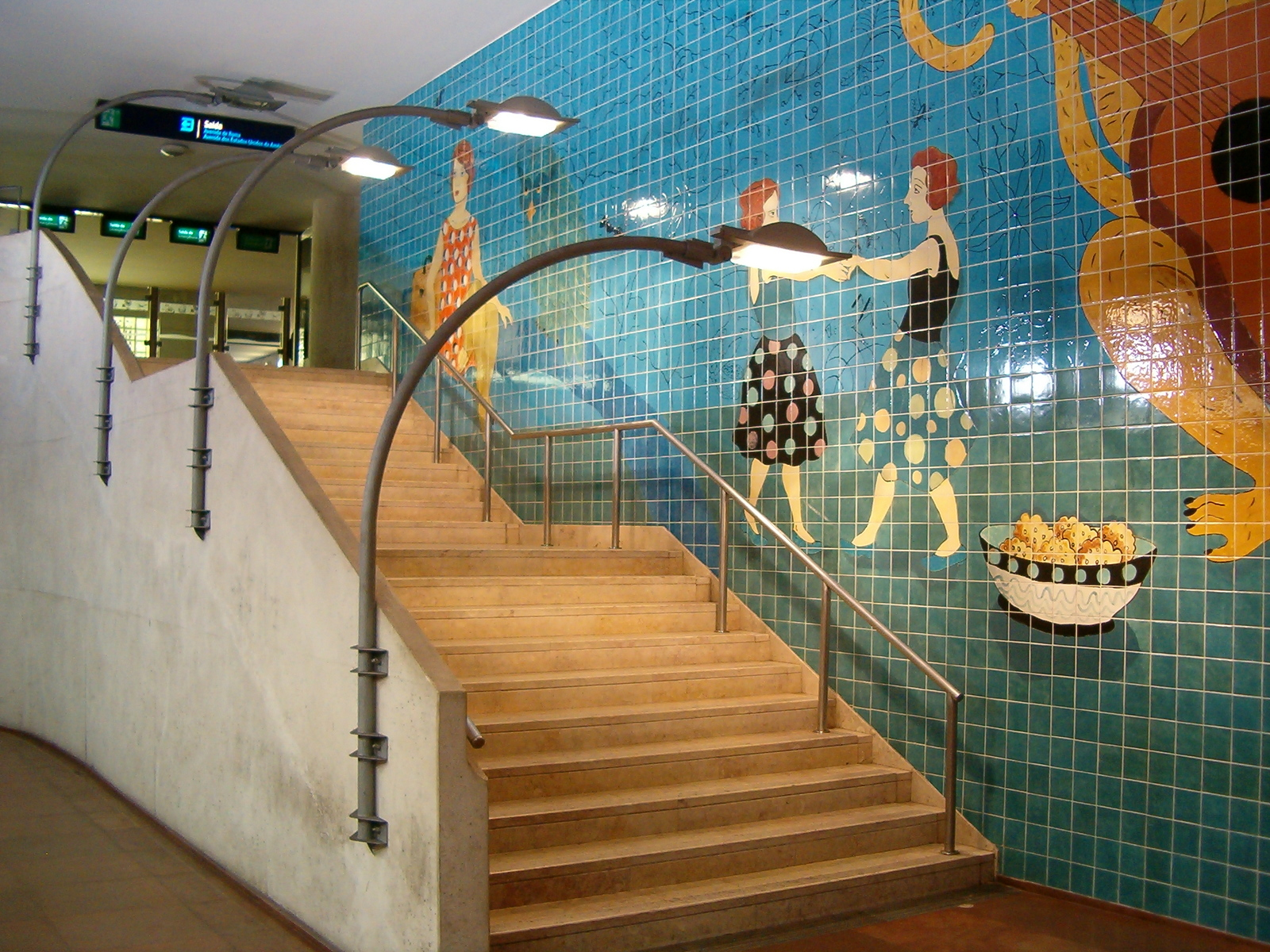
Декорація стін посадкової платформи напрямку «Тельєйраш»
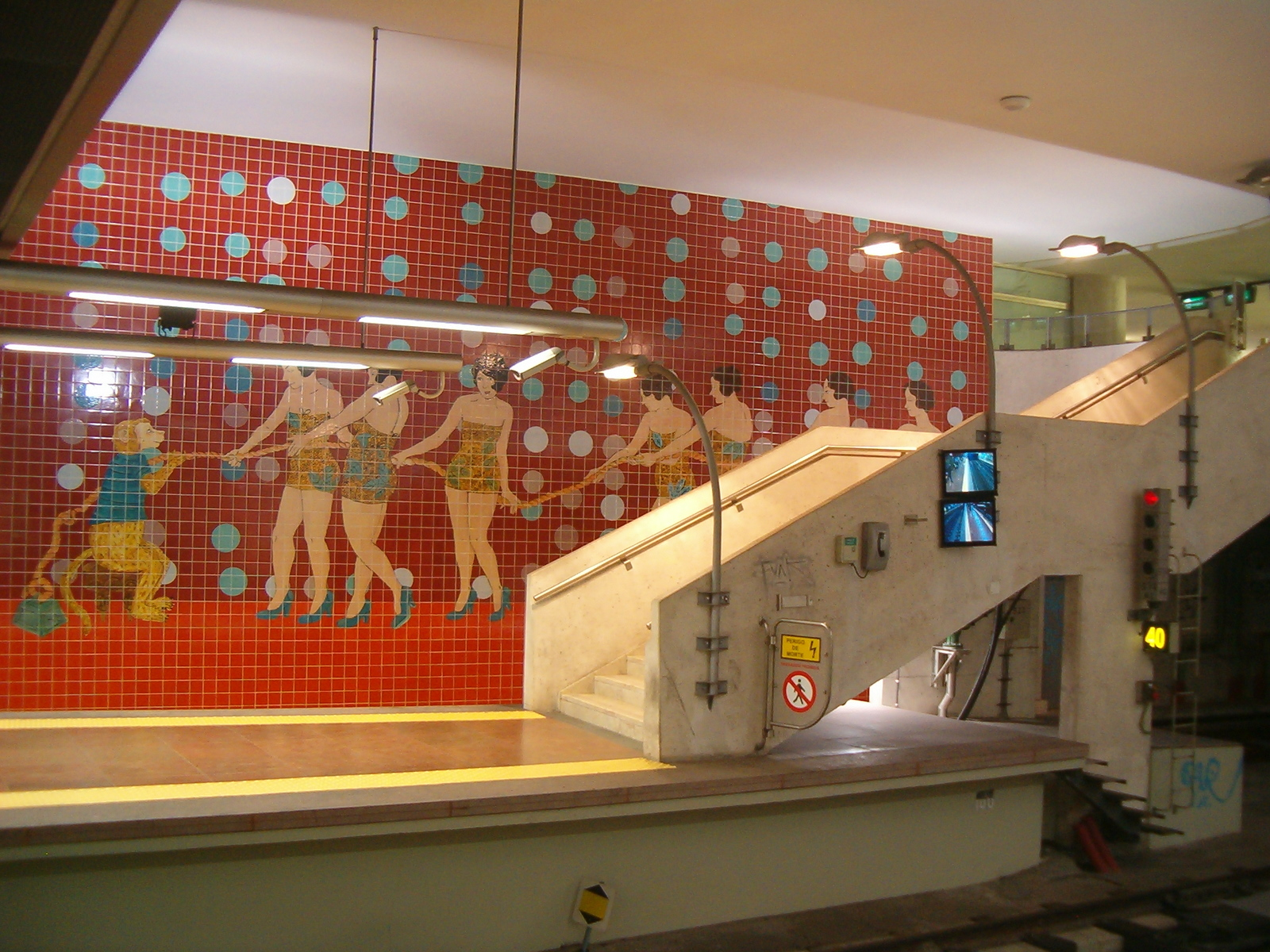
Декорація стін посадкової платформи напрямку «Кайш-ду-Содре»
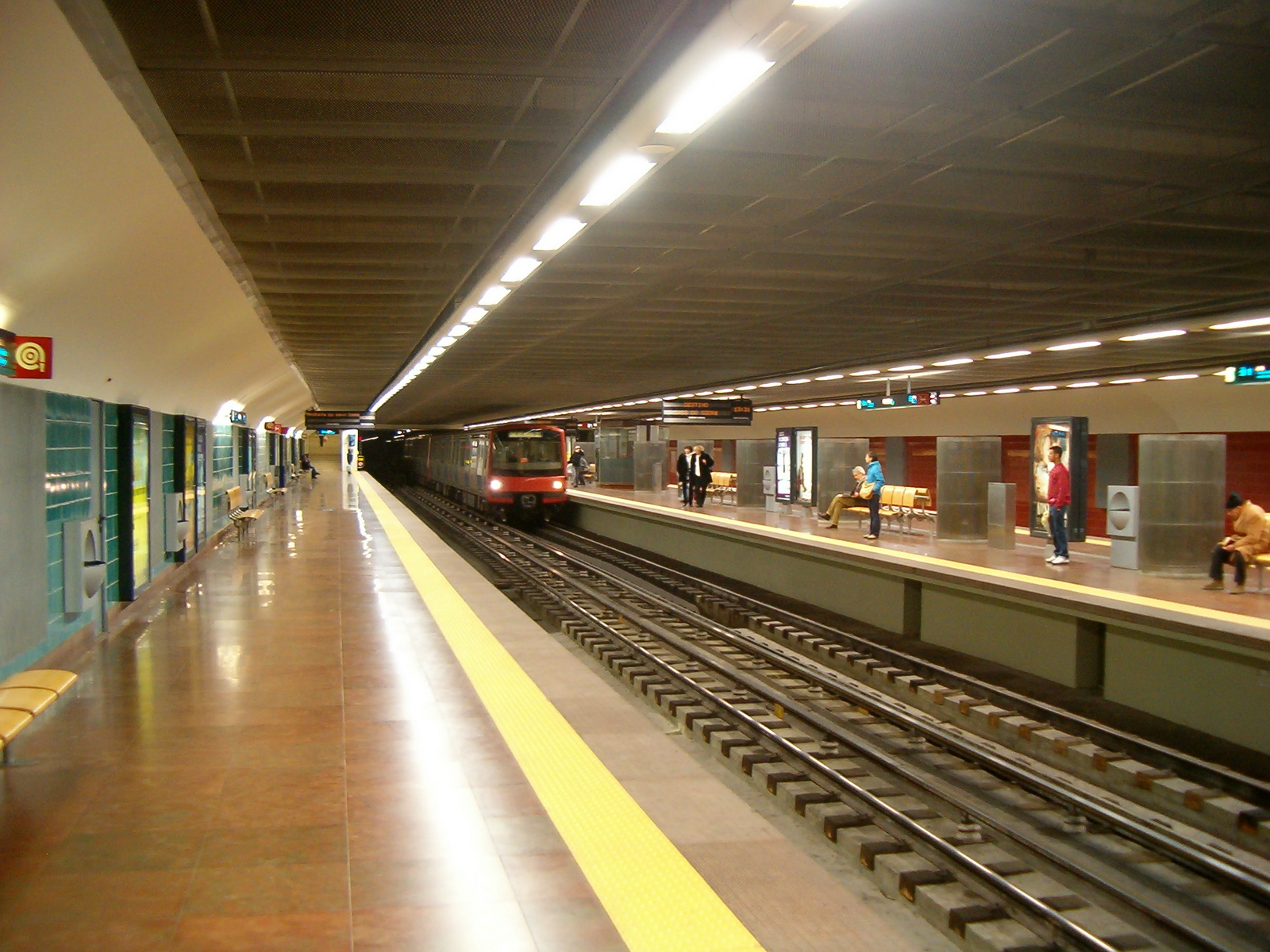
Головна зала і посадкові платформи станції
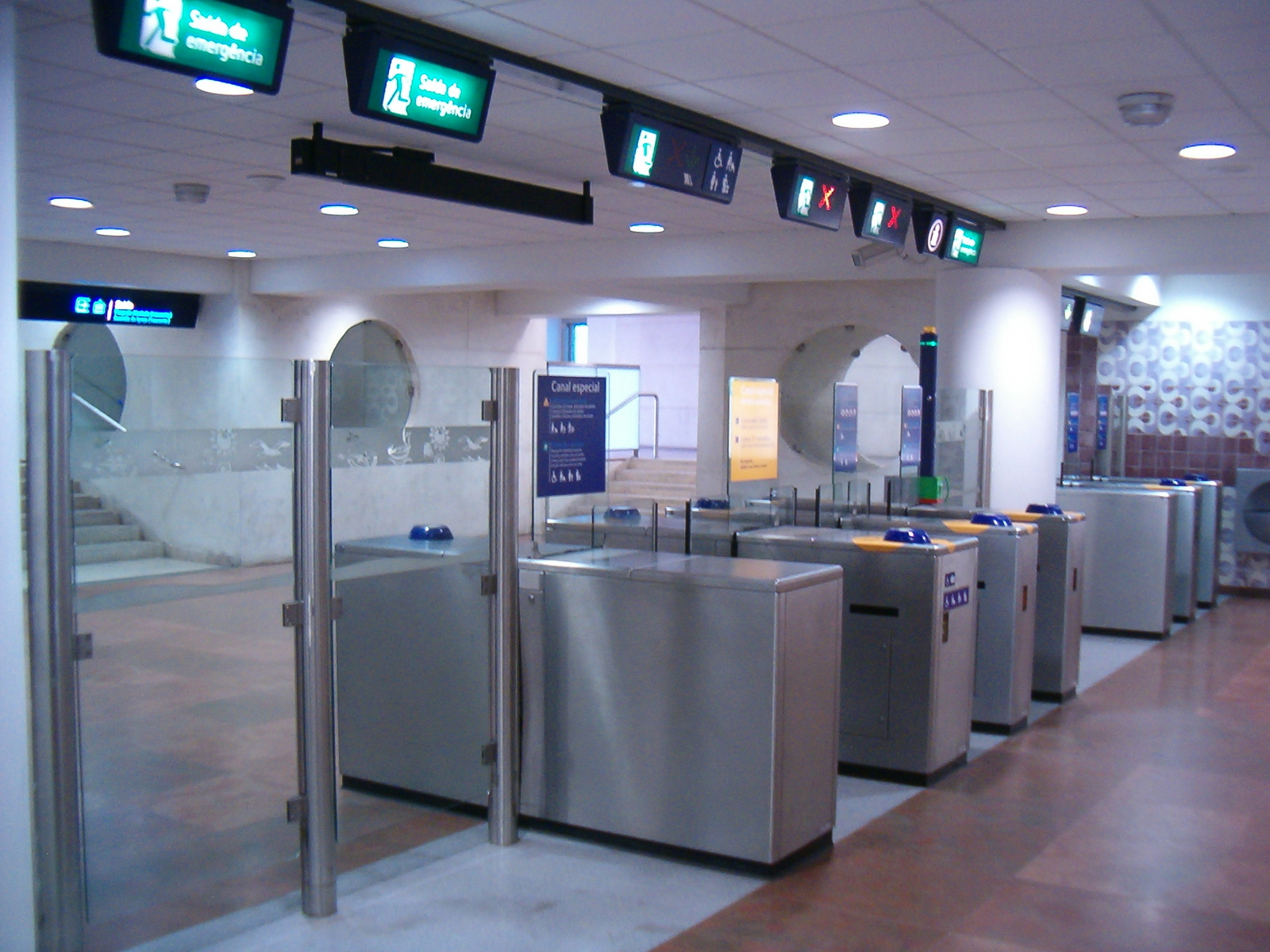
Пропускні турнікети у північному вестибюлі станції